# FK Budućnost Banovići
El FK Budućnost es un equipo de fútbol de Bosnia y Herzegovina que juega en la Primera Liga de la Federación de Bosnia y Herzegovina, la segunda liga de fútbol más importante del país.
Fue fundado en el año 1947 en la ciudad de Banovići, al este del país y el nombre del equipo significa Futuro, simbolizando la esperanza del pueblo de Banovići. Nunca ha sido campeón de Liga, en la que ha jugado en apenas 3 temporadas, ni de Copa.
A nivel internacional ha participado en 1 torneo continenta, en la Copa UEFA de 2000/01, en la que fue eliminado en la Ronda Preliminar por el FK Drnovice de la República Checa.

## Palmarés
- Primera Liga de la Federación de Bosnia y Herzegovina: 2

2004, 2010

## Participación en competiciones de la UEFA
- Copa UEFA: 1 aparición

2001 - Ronda Preliminar

### Partidos en UEFA
| Temporada | Torneo    | Ronda      | Club        | Casa | Visita | Cómputo global |
| --------- | --------- | ---------- | ----------- | ---- | ------ | -------------- |
| 2000/01   | Copa UEFA | Preliminar | FK Drnovice | 0-1  | 0-3    | 0-4            |